# Samtgemeinde Schwaförden
La comunità amministrativa di Schwaförden (Samtgemeinde Schwaförden) si trova nel circondario di Diepholz nella Bassa Sassonia, in Germania.

## Suddivisione
Comprende 6 comuni:
1. Affinghausen
2. Ehrenburg
3. Neuenkirchen
4. Scholen
5. Schwaförden
6. Sudwalde

Il capoluogo è Schwaförden.